# Креда (Болоња)
Креда (итал. Creda) је насеље у Италији у округу Болоња, региону Емилија-Ромања.
Према процени из 2011. у насељу је живело 83 становника. Насеље се налази на надморској висини од 515 м.